# كليف باريزي
 كليف باريزي (بالإنجليزية: Cliff Parisi)‏ (ولد في 24 أيار / مايو 1960) هو ممثل بريطاني من أصل إيطالي . وهو الآن يظهر في الدراما التي ترويها هيئة الإذاعة البريطانية (BBC).

## مهنة
بدأ باريزي حياته المهنية في المملكة المتحدة كممثل كوميدي عام 1982 . واصل العمل كممثل كوميدي احتياطي لمدة سبع سنوات ؛وقد غير باريزي مهنته في التمثيل، بعد أن هبطت سلسلة لأول شخصية له في المسلسل التلفزيوني Chancer . وبعد ذلك، تم منح باريزي أجزاء أكبر على التلفزيون، وأبرزها على سلسلة كافانا وبرامويل وأمير الرجال بعد الانتهاء من المسلسل التلفزيوني السابق، اختير باريزي لأداء دوره الأكثر شهرة: Minty Peterson in EastEnders .
في عام 2012 ، صور باريزي دور الضيف مع مسلسل قناة 4 Hollyoaks ، ولعب شخصية والت .
قام أيضا بدور البطولة كضيف في الدراما (BBC) الزحام، ولعب شخصية آرني.
منذ عام 2012، لعب باريزي دور البطولة الدرامية في هيئة الإذاعة البريطانية (بي بي سي).
ظهر باريزي في المسلسل الخامس والأخير من المسلسل الكوميدي البريطاني «مرقمة».

## روابط خارجية
- كليف باريزي على موقع IMDb (الإنجليزية)
- كليف باريزي على موقع قاعدة بيانات الفيلم (الإنجليزية)